# Summer Camp (film)
Summer Camp è un film del 2024 scritto e diretto da Castilel Landon.

## Produzione
Nel febbraio 2023 Deadline ha annunciato che Diane Keaton, Kathy Bates ed Alfre Woodard avrebbero recitato in un film diretto da Castille Landon e nei due mesi successivi Eugene Levy, Beverly D'Angelo, Dennis Haysbert, Nicole Richie, Josh Peck, Betsy Sodaro e Tom Wright si sono uniti al progetto.
Le riprese principali si sono svolte nella Carolina del Nord tra l'aprile e il maggio 2023.

## Promozione
Il primo trailer è stato diffuso il 25 aprile 2024.

## Distribuzione
Il film è stato distribuito nelle sale statunitensi il 31 maggio 2024.

## Accoglienza

### Incassi
Il film ha incassato poco più di 2,6 milioni di dollari.

### Critica
Su Rotten Tomatoes solo l'8% delle 39 recensioni critiche è positivo, con un voto medio di 3.2/10.